# Javaans wrattenzwijn
Het Javaans wrattenzwijn (Sus verrucosus) is een evenhoevige uit de familie van de varkens (Suidae). 

## Verspreiding en leefgebied
Ze leven in het zuidoosten van Azië, op de Indonesische eilanden Java, Bawean en Madoera. Ze leven onder 800 meter hoogte. 

## Kenmerken
Ze worden ongeveer 90-190 cm lang en wegen ongeveer 44-108 kg. 

## Voortplanting
Na een draagtijd van 4 maanden worden er 3-9 jongen geboren. Ze worden gemiddeld 8 jaar oud, het maximum is 14 jaar.

## Bedreiging
Door ontbossing in Zuidoost-Azië en het kleine verspreidingsgebied is deze soort met uitsterven bedreigd.